# Tsu (rede social)
Tsū foi um site e serviço de rede social, com sede em Nova York, que foi lançado em outubro de 2014. Os usuários deviam se registrar antes de utilizar o site, registro que só era possível por convite. Após isso, podiam criar um perfil pessoal, adicionar outros usuários como amigos e trocar mensagens, incluindo notificações automáticas quando atualizarem o seu perfil. Além disso, os usuários podiam participar de grupos de interesse comum de outros utilizadores.
Tsū foi comparado ao Ello, uma rede social contemporânea que rejeita vender os dados do usuário como um produto. A abordagem do Tsū foi abraçar o usuário como um produto, e vender dados para anunciantes dividindo os lucros com os usuários, como compensação. Esta abordagem pareceu dar ao serviço algumas das características de um marketing multinível.